# 竜騎士07
竜騎士07（りゅうきしぜろなな、1973年11月19日 -）は、日本のゲームシナリオライター、イラストレーター、小説家、漫画原作者、同人作家。同人サークル『07th Expansion』代表。千葉県出身。男性。

## 経歴

### グループ設立前
ゲーム・アニメ・漫画に興味があった竜騎士07は、美術系専門学校にて学び、同人誌などを制作していた。専門学校時代は、漫画や小説を書くなど様々なことに挑戦したが、「愛があっても技術がなければ、プロには通用しない」ことに気付かされる。あるとき劇団の知り合いに会い、触発されて戯曲『雛見沢停留所』を書き上げ、コンテストに応募するが選考落ちした。
美術系専門学校卒業後、ゲームクリエイターを夢見て、ゲーム制作会社を中心に就職活動をするが全て選考落ち。仕方なく紳士服専門店に勤めるが、就職活動中に受けていた地方公務員試験で内定を取ったため、数か月で退社し、地方公務員になる。

### ひぐらしのなく頃に
「07th Expansion」を立ち上げ、初期はLeaf Fightのオリジナルカードを制作する。その後、弟の八咫桜がゲームスクリプトを学び、『雛見沢停留所』を改稿して、同様に弟である時火らと共にサウンドノベル第1弾『ひぐらしのなく頃に』を制作開始。「Leaf Fight」のオリジナルカードの絵柄を描いていた経験もあり、原画も自分自身で担当した。二足の草鞋を履くことになった理由について、『ひぐらし』を作る以前に「別のサウンドノベルのシナリオ」を担当する事になったが、イラスト担当に逃げられてしまい、企画そのものが潰れたからと述べている。
当初、3作品目くらいまでは反応がほとんど見られなかったが、第1作『鬼隠し編』の体験版をホームページで無料公開したことによりネット上で話題になる。その後、『ファウスト』にて小説を発表する。現在は公務員を退職し、専業ライターとなっている。
『ひぐらしのなく頃に解』と改題した第5話からは、突然に周囲からの期待度が上がり、コミックマーケットでは「島中」から「シャッター前」となり、委託販売においても「事前予約」となり、スタッフにとってはプレッシャーになったという。

### うみねこのなく頃に
「07th Expansion」サウンドノベル第2弾である、『うみねこのなく頃に』は2007年夏のコミックマーケット72にて第1話を頒布した。『ひぐらしのなく頃に』と同様に、第5話からは『うみねこのなく頃に散』と改題し、第8話（最終話）を2010年冬のコミックマーケット79にて頒布し完結した。

### 『うみねこ』以降
自身が原作を担当した『月刊ドラゴンマガジン』連載の『彼岸花の咲く夜に』をゲーム化し、2011年のコミックマーケット80および81にて頒布。2012年から2014年までのコミックマーケット82〜85にて『ROSE GUNS DAYS』を制作発表。2014年夏のコミックマーケット86にて『ひぐらしのなく頃に』の新作『ひぐらしのなく頃に奉』を発表。2019年『うみねこのなく頃に』の新作『うみねこのなく頃に咲』と『なく頃に』シリーズの完全新作となる『キコニアのなく頃に』の二作品を発表。

## 人物
- ペンネームである竜騎士07の「07」は、『ファイナルファンタジーV』のヒロイン・レナに由来し、『ひぐらしのなく頃に』の作品中に登場するヒロイン・竜宮レナも同様である[4]。また、「竜騎士」とはファイナルファンタジーシリーズに登場するジョブ（職種）である。
- 講談社刊『ファウスト』Vol.8 全100ページインタビューの中で、奈須きのこの存在がなければ今の自分が居なかったと語っている。また、新しい時代が始まったなと思った同人作品に1996年発表のフリーソフト『コープスパーティー』、2007年頒布のアドベンチャーゲーム『ひまわり』を挙げ、「奈須きのこから自分に渡されたバトンを次の世代に渡すことができた。逆に言うと奈須がいなければ自分もいなかったし、それらも登場しなかったのだろう」と語っている。
- KeyのAIR・Kanonで泣きゲージャンルにどっぷりと浸かる。「ヒロインの設定とはここまで攻めていいんだ！」と大いに感銘を受け『ひぐらしのなく頃に』のキャラクターにもインスパイアされている。[5]

## 主な作品

### ゲーム作品

#### 同人作品
2002年
- 「ひぐらしのなく頃に」シリーズ（キャラクターデザイン・シナリオ）
  - 「ひぐらしのなく頃に」（2002年 - 2004年）
  - 「ひぐらしのなく頃に解」（2004年 - 2006年）
  - 「ひぐらしのなく頃に礼」（2006年）
  - 「ひぐらしのなく頃に奉」（2014年）
  - 「ひぐらしのなく頃に奉＋」（2022年）

2006年
- ひぐらしデイブレイク（シナリオ）

2007年
- 「うみねこのなく頃に」シリーズ（キャラクターデザイン・シナリオ）
  - 「うみねこのなく頃に」（2007年 - 2008年）
  - 「うみねこのなく頃に散」（2009年 - 2010年）
  - 「うみねこのなく頃に翼」（2010年）
  - 「うみねこのなく頃に羽」（2011年）
  - 「うみねこのなく頃に咲」（2019年）

2011年
- 彼岸花の咲く夜に（キャラクターデザイン・シナリオ）

2012年
- ROSE GUNS DAYS（2012年 - 2014年、キャラクターデザイン・シナリオ）

2016年
- トライアンソロジー（企画・原案・キャラクターデザイン・シナリオ）

2019年
- キコニアのなく頃に（キャラクターデザイン・シナリオ）

時期未発表
- なつのかげろう（シナリオ原案）

#### 商業作品
2007年
- ひぐらしのなく頃に祭（原作・監修）

2008年
- ひぐらしのなく頃に絆（2008年 - 2010年、原作・監修）

2009年
- おおかみかくし（原案・監督・シナリオ）

2011年
- Rewrite（シナリオ）

2012年
- Rewrite Harvest festa!（シナリオ）

2015年
- ひぐらしのなく頃に粋（原作・監修）

2016年
- 祝姫（シナリオ）
- Rewrite オカ研活動記録外伝 前編（シナリオ）

2017年
- Rewrite オカ研活動記録外伝 後編（シナリオ）
- かまいたちの夜 輪廻彩声（シナリオ）
- 祝姫 -祀-（シナリオ・演出）

2018年
- ひぐらしのなく頃に奉（原作・監修）

2020年
- ひぐらしのなく頃に 命（原作・原案・シナリオ）
- 幻想牢獄のカレイドスコープ（企画・シナリオ）

2021年
- LOOPERS（シナリオ）

2025年
- 幻想牢獄のカレイドスコープ2（企画・シナリオ）
- サイレントヒルf（ストーリー）
- LOOPERS PLUS（シナリオ）

### 漫画作品
2005年
- ひぐらしのなく頃に 鬼曝し編（2005年 - 2006年、『コンプエース』連載、作画：鬼頭えん）

2006年
- ひぐらしのなく頃に 宵越し編（2006年 - 2007年、月刊Gファンタジー（スクウェア・エニックス）連載、作画：みもり）
- ひぐらしのなく頃に怪 現壊し編（2006年 - 2007年、『コンプエース』連載、作画・ストーリー構成：鬼頭えん）

2007年
- 学校妖怪紀行〜葉〜（『ドラゴンエイジピュア』連載、キャラクターデザイン：西E田、作画：依澄れい）
- 怪談と踊ろう、そしてあなたは階段で踊る（『月刊少年シリウス』連載、作画：野沢ビーム）

2008年
- ひぐらしのなく頃に 心癒し編（2008年 - 2009年、『コンプエース』連載、作画：影崎由那）

2010年
- 彼岸花の咲く夜に（2010年 - 2012年、『月刊ドラゴンエイジ』連載、キャラクターデザイン：西E田、作画：つのはず壱郎）

2016年
- 恋愛ハーレムゲーム終了のお知らせがくる頃に（2016年 - 2019年、『月刊少年シリウス』連載、作画：緋賀ゆかり）
- 蛍火の灯る頃に（2016年 - 2018年、『月刊アクション』連載、作画：小池ノクト）

2020年
- ひぐらしのなく頃に 業（2020年 - 2021年、『ヤングエースUP』連載、作画：赤瀬とまと）

2021年
- ひぐらしのなく頃に 巡（2021年 - 2024年、『ヤングエースUP』連載、作画・ストーリー構成：赤瀬とまと）
- ひぐらしのなく頃に令 鬼熾し編（2021年 - 2022年、『ガンガンONLINE』連載、漫画：夏海ケイ）
- ひぐらしのなく頃に令 星渡し編（2021年 - 2022年、『月刊ビッグガンガン』連載、漫画：刻夜セイゴ）

2022年
- ひぐらしのなく頃に 鬼（2022年 - 、『月刊アクション』連載、原案・漫画：旭）

2023年
- ひぐらしのなく頃に令 色尊し編（2023年 - 2024年、『ガンガンONLINE』連載、漫画：夏海ケイ）

2025年
- 木っ端舞い散る その頃に（2025年 - 、『ヤンチャンweb』連載、漫画：次恒一）

時期未発表
- ブラザーアッシュ（原案）

### 小説
2005年
- アリエッタカンパニー（2005年 - 2006年、KADOKAWA『電撃G'sマガジン』連載）

2006年
- 学校妖怪紀行 第八怪談募集中（2006年 - 2007年、KADOKAWA『ドラゴンエイジピュア』連載）

2007年
- ひぐらしのなく頃に（2007年 - 2008年、講談社『講談社BOX』刊）
- ヴェロキア竜騎兵物語（2007年 - 2008年、アルケミスト『少年アルケミスト』連載）

2008年
- ひぐらしのなく頃に解（2008年 - 2009年、講談社『講談社BOX』刊）
- コーヒーのお話（『パンドラ』Vol.2 SIDE-A）

2009年
- ひぐらしのなく頃に礼（講談社『講談社BOX』刊）
- うみねこのなく頃に（2009年 - 2010年、講談社『講談社BOX』刊）

2011年
- ひぐらしのなく頃に（星海社『星海社文庫』刊）
- ひぐらしのなく頃に解（2011年 - 2012年、星海社『星海社文庫』刊）
- 彼岸花の咲く夜に（KADOKAWA『富士見ファンタジア文庫』刊）

2012年
- うみねこのなく頃に散（2012年 - 2018年、講談社『講談社BOX』刊）
- ひぐらしのなく頃に礼（星海社『星海社文庫』刊）
- 怪談と踊ろう、そしてあなたは階段で踊る（星海社『星海社FICTIONS』刊）

2015年
- うみねこのなく頃に 〜最後で最初の贈りもの〜（双葉社）

2020年
- バケモノたちが嘯く頃に 〜バケモノ姫の家庭教師〜（KADOKAWA『電撃文庫』）
- ひぐらしのなく頃に（双葉社『双葉社ジュニア文庫』刊）

### アニメ
- ぱにぽにだっしゅ!（2005年、エンドカードイラスト）
- ひぐらしのなく頃に解（2007年、原作・ストーリー原案・監修）
- 生徒会の一存（2009年、協力）
- Rewrite（2016年 - 2017年、原作協力）
- ラストピリオド -終わりなき螺旋の物語-（2018年、特別協力）
- ひぐらしのなく頃に業・卒（2020年 - 2021年、原作・プロット）

### ドラマCD
- 初回限定版「XXXHOLiC」 13巻 オリジナルドラマCD
- ハオルシア

### 舞台
- 雛見沢停留所 〜ひぐらしのなく頃に原典〜（2015年、脚本）
- あなた方は閉じ込められました。（2024年、原案）
- ブラザーアッシュ（2025年、原案）

### 歌詞提供
2006年
- 片霧烈火「when they cry」

2011年
- やなぎなぎ「偽らない君へ」
- mao「Fertilizer」

2012年
- 北沢綾香「サンブライト」

2016年
- ルチはや（朝樹りさ&篠宮沙弥）「Princess is The Princess」「Fledglings girls!!」「恋のルチはや♥ローリング」

2019年
- 澤田真里愛「キコニアのなく頃に」

2021年
- sana「千夜一夜VORTEX」「君との宝探し」
- 島みやえい子「you -卒業-」

2025年
- 夏吉ゆうこ「まっしろゲロカス☆リユニオン」

### イラスト
- 快盗天使ツインエンジェル - ボーナス絵を一部担当。
- かんなぎ - 2巻において、作者である武梨えりとの合作ピンナップイラストを担当。
- サンパチスター（2020年、エンドカード）

### インタビュー集
- 竜騎士07インタビューズ（2012年8月 星海社文庫 / 2012年9月 星海社文庫〈完全版〉）